# Војска Црне Горе
Војска Црне Горе је оружана сила Црне Горе. Створена је након референдума о независности 2006. године.
По формацији, Војска има 1950 формацијских места. Служење обавезног војног рока је укинуто 30. августа 2006. одлуком црногорског председника Филипа Вујановића.
Црна Гора је чланица програма Партнерство за мир и Индивидуални партнерски акциони план, а од 2017. и чланица НАТО пакта.

## Организација

### Команда
Врховни заповедник Војске је председник Црне Горе (тренутно: Јаков Милатовић). Министар одбране је Рашко Коњевић.

### Организациона шема

#### Генералштаб
Генералштаб Војске Црне Горе је организациона јединица Министарства одбране и највише стручно тело за послове припреме и употребе Војске Црне Горе у миру и рату. Седиште Генералштаба се налази у Подгорици. Тренутни начелник је Бригадни генерал Илија Даковић.

#### Пешадијски батаљон
Пешадијски батаљон чине:
- Команда,
- 1. пешадијска чета,
- 2. пешадијска чета,
- Планинска чета,
- Чета за ватрену подршку,
- Инжењеријска чета,
- Вод везе,
- Вод за нуклеарно-биолошко-хемијско обезбеђење,
- Оделење за опслуживање.

#### Ваздухопловство Војске Црне Горе
Ваздухопловство Војске Црне Горе чине:
- Команда,
- Мешовита ескадрила,
- Чета за подршку авијацији,
- Чета противваздухопловне одбране,
- Вод за обезбеђење аеродрома.

#### Морнарица Војске Црне Горе
Морнарицу Војске Црне Горе чине:
- Команда,
- Патролни брод 33,
- Патролни брод 34,
- Школски брод Једрењак "Јадран",
- Одред помоћних бродова,
- Поморски одред,
- Чета обалског осматрања,
- Чета за подршку.

#### Логистички батаљон
Логистички батаљон чине:
- Команда,
- Логистичка чета за одржавање,
- Логистичка мешовита чета,
- Логистичка складишна чета,
- Вод санитетске подршке.

#### Центар за обуку
Центар за обуку чине:
- Команда,
- 1. потцентар,
- 2. потцентар,
- Сервис наставних средстава,
- Стрелиште,
- Оделење за опслуживање.

#### Почасна гарда
Почасну гарду чине:
- Команда,
- 1. гардијски вод,
- 2. гардијски вод,
- 3. гардијски вод,
- Војни оркестар.

#### Чета везе
Према првој организацији након оснивања 2006, Војска Црне Горе се састојала из Почасног батаљона, Чете војне полиције, Лаке пешадијске бригаде, Специјалне бригаде, Базе за тренинг и подршку, Ваздухопловне и Морнаричке Базе. Почетком 2009 дошло је до трансформације и смањивања, како би се постигла боља ефективност и мањи трошкови. Лака пешадијска, Специјална бригада и Логистичка база уједињене су у Бригаду копнене војске, формиран је Центар за обуку, те су Почасни вод и Морнаричка база преименоване у Почасну гарду и Морнарицу Црне Горе. У 2017. години Влада Црне Горе је усвојила одлуку о новој организационој структури и величини, којом је предвиђено поновно формирање Чете специјалних снага која је раније била подељена у две јединице. Овом одлуком структура војске се усклађује са мисијама и задацима у оквиру НАТО савеза.

### Базе

#### Ваздухопловство
- Војни аеродром Голубовци (Подгорица)

#### Морнарица
- Сидриште Лука Бар (Бар)
- Касарна "Перо Ћетковић" (Бар)
- Сидриште Пристан (Херцег Нови)

#### Копнена војска
- Касарна "Милован Шарановић" (Даниловград)
- Касарна "13.јул" (Никшић)
- Касарна "В. К. Волођа" (Пљевља)
- Касарна "Бреза" (Колашин)
- Касарна "Маслине" (Подгорица) - Планирана за адаптацију.[3]
- Касарна "Нова локација" (Андријевица) - Планирана од 2020. год.[4]

#### Складишта убојних средстава
- Складиште Тараш (Даниловград)
- Складиште Брезовик-Шумате главице (Никшић)
- Складиште Жидовићи (Пљевља)
- Складиште Пристан (Херцег Нови)

#### Централно логистичко складиште
- Капино поље (Никшић)

#### Стационарна чворишта везе
- Велики штуоц (Жабљак)
- Бјеласица (Беране)
- Ловћен-Штировник (Цетиње)
- Обосник (Херцег Нови)
- Црни рт (Бар)
- Мавријан (Улцињ)

## Чинови Војске Црне Горе
Подофицирски чинови
| Nato kod | ОR-1      | ОR-2    | ОR-3         | OR-4   | OR-5              | OR-6           | OR-7                      | OR-8      | OR-9                 |
| -------- | --------- | ------- | ------------ | ------ | ----------------- | -------------- | ------------------------- | --------- | -------------------- |
| Чинови   |           |         |              |        |                   |                |                           |           |                      |
|          | Разводник | Десетар | Млађи Водник | Водник | Водник Прве Класе | Старији Водник | Старији Водник Прве Класе | Заставник | Заставник Прве Класе |

Копнена војска и Ваздухопловство официрски чинови
| НАТО Код | ОФ-1        | ОФ-1     | ОФ-2    | ОФ-3  | ОФ-4        | ОФ-5     | ОФ-6     | ОФ-7          | ОФ-8                | ОФ-9             |
| -------- | ----------- | -------- | ------- | ----- | ----------- | -------- | -------- | ------------- | ------------------- | ---------------- |
| Чинови   |             |          |         |       |             |          |          |               |                     |                  |
|          | Потпоручник | Поручник | Капетан | Мајор | Потпуковник | Пуковник | Бригадир | Генерал Мајор | Генерал Потпуковник | Генерал Пуковник |

Морнарица чинови
| НАТО Код | ОФ-1             | ОФ-1             | ОФ-2                  | ОФ-3            | ОФ-4            | ОФ-5                 | ОФ-6    | ОФ-7           | ОФ-8        | ОФ-9    |
| -------- | ---------------- | ---------------- | --------------------- | --------------- | --------------- | -------------------- | ------- | -------------- | ----------- | ------- |
| Чинови   |                  |                  |                       |                 |                 |                      |         |                |             |         |
|          | Поручник корвете | Поручник фрегате | Поручник бојног брода | Капетан корвете | Капетан фрегате | Капетан бојног брода | Комодор | Контра-адмирал | Вицеадмирал | Адмирал |

### Наоружање и војна опрема
Стрељачко наоружање
- Пиштољ 9mm ЦЗ99
- Пиштољ 9mm Глок 17
- Пиштољ 9mm Тара ТМ9
- Аутомат 9mm МП5
- Полуаутоматска пушка 7.62mm М59/66 (церемонијална пушка)
- Аутоматска пушка 7.62mm M70
- Аутоматска пушка 5.56mm Г36
- Аутоматска пушка 5.56mm ХК 416
- Аутоматска пушка 5.56mm Штајер АУГ
- Аутоматска пушка 5.56mm Тара ТМ4
- Снајперска пушка 7.9mm M76
- Снајперска пушка 7.62mm M91
- Далекодометна снајперска пушка 12.7mm М93 Црна Стрела
- Снајперска пушка 7.62mm ПСГ1
- Пушкомитраљез 7.62 M72
- Митраљез 7.62 M84
- Аутоматски бацач граната 30mm М93

Противоклопна средства
- Противоклопна вођена ракета 64mm 9М14 Маљутка
- Противоклопна ракета 90mm М-79 Оса
- Противоклопна ракета 64mm М-80 Зоља

Минобацачи
- Минобацач 60mm М57
- Минобацач 82mm М69 - 44 комада (30 комада у резерви)
- Минобацач 120mm М74/75 - 32 комада

Артиљерија
- Хаубица 122mm Д-30Ј - 12 комада
- Самоходни вишецевни лансер ракета 128mm М-94 Пламен-С - 18 комада

Борбена возила
- Борбено оклопно возило БОВ М-86 - 6 возила
- Борбено оклопно возило лансер противоклопних ракета БОВ М-83 - 9 возила
- Оклопни транспортер БТР-50ПК - 5 возила (ван употребе)
- Оклопни извиђачки аутомобил БРДМ-2 - 2 возила (ван употребе)
- Борбено оклопно возило RCV Survivor I - 4 возила (планирана набавка још 26 возила)

ПВО средства
- Лаки преносиви ракетни систем ПВО Стрела-2
- Против-авионски топ 40mm Л/70 Бофорс
- Осматрачко-аквизицијски радар М-85 Жирафа

Ваздухоплови
- Школско-борбени авион Г-4 Супер Галеб - 4 авиона (понуђени за продају)
- Школски авион Утва 75 - 3 авиона (понуђени за продају)
- Лаки хеликоптер Газела - 13 хеликоптера (1 извиђачки, 5 противоклопних, 7 општих)
- Транспортни хеликоптер Ми-8 - 1 хеликоптер (ван употребе)
- Вишенамјенски транспортни хеликоптер Bell 412EP - 1 хеликоптер испоручен у Априлу 2018.
- Вишенамјенски транспортни хеликоптер Bell 412EPI - 2 хеликоптера испоручена у Септембру 2018.

Пловила морнарице
- Школски брод једрењак Јадран
- Моторне једрилице Бојана и Милена
- Ракетне топовњаче класе Кончар - РТОП-405 и РТОП-406
- Патролни бродови класе Котор - П-33 и П-34
- Моторна јахта Јадранка (понуђена за продају)
- Пучински реморкер ПР-41 Орада
- Лучки реморкер ЛР-77
- Лучка дизалица ЛДИ-18
- Помоћни брод ПО-91
- Ронилачке баркасе БРМ-81 и БРМ-85
- Моторни чамац POLYCAT-990 (дат на употребу Луци Котор)
- Моторни чамац ЧМ-33 (дат на употребу Луци Котор)
- Гумени чамац Valliant 850PT- 2 чамца
- Брод ЕКО-1
- Баржа ЕКО-2(одвоз уклоњених загађујућих материја)
- Гумено-алуминијумски чамац за претраживање обалног акваторијума (донација САД 2015. год.)
- Алуминијумски вишенамјенски чамац типа „Great White 27“ (донација САД 2017. год.)

Путничка возила
- Аутомобил Фолксваген пасат
- Аутомобил Опел астра
- Аутомобил Опел вектра
- Аутомобил Југо флорида
- Аутомобил Тојота авенсис
- Аутомобил Тојота RAV4
- Аутомобил Мерцедес 190Д
- Аутобус Икарбус ИК-104
- Аутобус ТАМ 190 А11
- Аутобус МАН
- Аутобус Мерцедес

Теренска возила
- Теренско возило Toyota MenCruiser 4x4
- Теренско возило Toyota Hilux Double Cab 4x4
- Теренско возило Mercedes-Benz G-Class 4x4
- Теренско возило Лада Нива
- Теренско возило Пух 300ГД
- Теренско возило Пинцгауер 710
- Теренско возило Mercedes-Benz Unimog
- Теренско санитетско возило Toyota LandCruiser 4x4
- Теренско возило за превоз хране Isuzu

Извиђачка возила
- Извиђачко ХБРН возило Otokar Cobra 4x4

Теретна возила
- Теренски камион 1,5t 4 х 4 TAM 110 T7 Б/БВ
- Теренски камион 3t 6 х 6 ТАМ 150 T11 Б/БВ
- Теренски камион 6t 6 х 6 ФАП 2026 БС/АВ
- Камион 8t 4 x 4 ФАП 1314 С
- Кипер 6 х 4 ФАП 2226
- Кипер Iveco Trakker 18t
- Кипер Iveco EuroCargo 7t
- Камион 4 х 2 ТАМ 130 Т11
- Камион Застава Турбо Зета
- Камион Мерцедес 1735
- Камион Мерцедес 2435
- Камион Камаз
- Тегљач Ивеко
- Камион-дизалица МАЗ 5334

Инжињеријске машине
- Комбиновани утоваривач точкаш CAT 434F
- Комбиновани утоваривач точкаш СТТ КН-251
- Утоваривач точкаш ИМК УЛТ-160
- Булдожер гусеничар ИМК ТГ-160
- Копач гусеничар CAT
- Дозер CAT
- Вибрациони ваљак 13t CAT
- Чистач снега Ролба 400Р

## Министарство одбране
Министарство одбране се формирало послије отцјепљења, пошто је Министарство одбране СиЦГ наслиједила Србија.

## Планови за будућност
Тренутно војска Црне Горе планира да купи нове хеликоптере. Нови хеликоптери ће вјероватно бити 4 Ми-171Ш јуришно транспортни хеликоптери који ће замијенити старе Ми-8T. Влада такође намјерава да купи 4 Ka-32 хеликоптера за ватрогасну службу. Постоје, такође, информације да ће 3 од 17 Г-4 Супер Галеба бити модернизовано у Србији, а други ће бити употребљени за дјелове. По 6 авиона Г-4 вратиће се у Србију и Хрватску, као и 2 тренажера.
До ових послова није дошло и сада је планирана куповина 3 нова средња транспортна хеликоптера Bell 412 у 2018. години.
Војска је повукла и расходовала 61 тенк T-55 да би смањила трошкове, док је један примјерак задржан за музеј.
У току 2018. године започето је тестирање првог црногорског оклопног возила. Производи га фабрика „Montenegro Armour Group” из Бијелог Поља и биће намењен како за потребе војске тако и МУП-а Црне Горе, што представља потпуну новост.
У августу 2018. потписан је споразум за набавку нових униформи за потребе војске за период од 2018. до 2022. године.
Министарство одбране у току ствара претпоставке за добровољно служење војног рока од 2019. године.